# Conférence de Moscou (1945)
 (février 2021).
Si vous disposez d'ouvrages ou d'articles de référence ou si vous connaissez des sites web de qualité traitant du thème abordé ici, merci de compléter l'article en donnant les références utiles à sa vérifiabilité et en les liant à la section « Notes et références ».
La conférence de Moscou qui se déroule sur le mois de décembre 1945, également connue sous le nom de conférence des ministres des Affaires étrangères de Moscou, est un sommet des puissances alliées qui réunit Viatcheslav Molotov (pour l'Union soviétique), James F. Byrnes (pour les États-Unis) et Ernest Bevin (pour le Royaume-Uni). Elle aboutit à une déclaration datée du 27 décembre 1945 qui traite à la fois des relations entre les Alliés et les satellites de l'Axe (Roumanie, Bulgarie, Italie, Hongrie et Finlande) et la situation en Asie orientale.